# Andowiec obrożny
Andowiec obrożny (Ampelion rufaxilla) – gatunek średniej wielkości ptaka z rodziny bławatnikowatych (Cotingidae). Występuje w zachodniej Ameryce Południowej w Andach, lecz nie całych. Niezagrożony wyginięciem.

## Morfologia
Całkowita długość ciała podawana jest od 18,5 do 23 cm, z czego 80–84 mm przypada na ogon, zaś 8,4–9,2 mm na dziób. Skrzydło mierzy 114–120 mm, zaś skok 20,5–23,1 mm (wymiary dotyczą samców; n=6). Masa ciała: samce 71–77 g, samice 69–74 g.
Opis dotyczy dorosłego podgatunku nominatywnego; wygląd osobników młodocianych nieznany. Wierzch głowy czarny, w centrum czub złożony z wydłużonych, kasztanowych piór. Wierzch oliwkowoszary, pokryty szarymi pasami. Sterówki i lotki czarne lub brązowoczarne. Pokrywy skrzydłowe kasztanowe. Boki głowy, tył szyi i gardło kasztanowe. Górna część piersi szara. Pozostała część spodu ciała żółta, pokryta czarnymi pasami z wyjątkiem centralnej części brzucha. Tęczówki czerwone, dziób czarny (u nasady niebieskoszary), nogi i stopy ciemnooliwkowe do szarooliwkowych.

## Zasięg występowania
Środowisko życia andowca obrożnego stanowią wilgotne górskie lasy. Spotykany jest w Andach, od centralnej Kolumbii do środkowej Boliwii. W Kolumbii przebywa na wysokości 1900–2700 m n.p.m., w większości wyżej 2300 m n.p.m.; w Peru 1700–2800 m n.p.m., zaś w Boliwii 1300–3000 m n.p.m. W Ekwadorze zasięg rozproszony.

## Pożywienie
A. rufaxilla to gatunek najprawdopodobniej owocożerny. Opisana w roku 1982 zawartość trzech żołądków była głównie masą nieidentyfikowalnych owoców, jeden z żołądków zawierał duże nasiono (16×14 mm). W roku 1956 i 1986 obserwowano gatunek w trakcie łowienia owadów, zaś opis z 1956 roku mówi o żołądku zawierającym jedynie owady.

## Lęgi
Jedynie kilkakrotnie doniesiono o odnalezieniu gniazda tego gatunku, z południowego Peru w grudniu i listopadzie, zaś z Ekwadoru w maju. Jedno z gniazd było otwartym, płytkim kubeczkiem. Budulec stanowiły patyki oraz porosty, rosnące nie luźno, a w kształt krzewu. Wymiary to około 15 cm średnicy i 4 cm głębokości; pozostałe gniazda były większe i głębsze, jednak wymiarów nie podano. Możliwe, że zniesienie zawiera tylko jedno jajo; ma barwę zielonkawą, pokrywają je gęste ciemne plamy. Oba ptaki z pary wysiadują, jednakże brak danych na temat długości inkubacji i opieki nad młodymi.

## Podgatunki
Wyróżniono dwa podgatunki A. rufaxilla:
- A. r. antioquiae (Chapman, 1924) – zachodnia Kolumbia do północnego Ekwadoru
- A. r. rufaxilla (Tschudi, 1844) – południowy Ekwador, Peru i Boliwia.

## Status zagrożenia
Międzynarodowa Unia Ochrony Przyrody (IUCN) uznaje andowca obrożnego za gatunek najmniejszej troski (LC – least concern) nieprzerwanie od 1988 roku. Liczebność populacji nie została oszacowana, aczkolwiek ptak ten opisywany jest jako rzadki i rozmieszczony plamowo. BirdLife International uznaje trend liczebności populacji za spadkowy ze względu na wylesianie w obrębie zasięgu występowania gatunku.